# Rijksweg 57

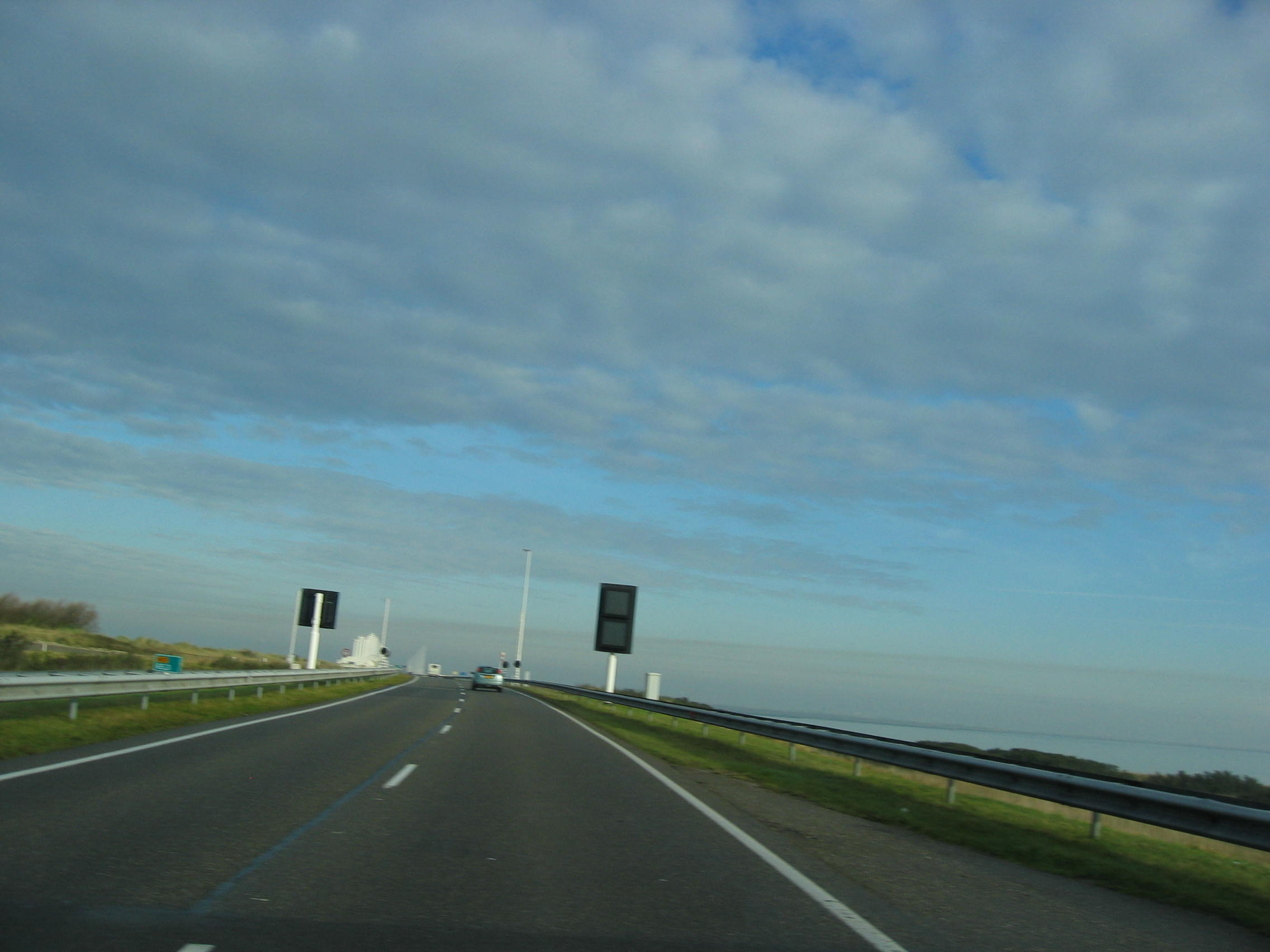
N57 bei Kamperland

 Der Rijksweg 57 (Abkürzung: RW 57) – Kurzform: Autoweg 57 (Abkürzung: N57) –  ist ein niederländischer Autoweg, der von der N15 zwischen Brielle und Rozenburg nach Middelburg, wo es Anschluss zur A58 gibt, verläuft. Er sorgt für die Erschließung Zeelands. Auf Teilen beträgt die Höchstgeschwindigkeit 100 km/h, was unüblich für einen “Stroomweg” ist. (“Stroomwegen” sind je Richtung einspurige Straßen, auf denen der Verkehr „strömen“ kann.) Der Streckenverlauf führt über folgende vier Deltawerk-Dämme
- Haringvlietdam
- Brouwersdam
- Oosterscheldekering
- Veerse Gatdam

Orte entlang der N57 sind:
- Brielle
- Hellevoetsluis
- Nieuwenhoorn
- Stellendam
- Ouddorp
- Serooskerke (N59)
- Haamstede, Burgh-Haamstede
- Vrouwenpolder
- Middelburg